# Ambobi Paranginan
Ambobi Paranginan is een bestuurslaag in het regentschap Humbang Hasundutan van de provincie Noord-Sumatra, Indonesië. Ambobi Paranginan telt 698 inwoners (volkstelling 2010).